# Слайделл, Джон
Джон Слайделл (англ. John Slidell; 1 января 1793, Нью-Йорк, США — 20 июля 1871, Лондон или, по другим сведениям, приход Коувс на острове Уайт) — американский и затем конфедеративный политик и дипломат.

## Биография
Родился в обеспеченной семье торговца. В 1810 году закончил Колумбийский университет, после чего в течение некоторого времени занимался частным предпринимательством. Позже изучал право и с 1819 года, переехав в Новый Орлеан, имел там юридическую практику, осев в этом городе в 1825 году. С 1829 по 1833 год служил прокурором штата Луизиана. С 1843 по 1845 год был депутатом в Палате представителей США от Демократической партии, затем был направлен президентом Полком с секретной миссией в Мексику: в его задачу входило урегулировать вопросы, связанные с аннексией Соединёнными штатами Техаса, а также обсудить возможность присоединения к США Нью-Мексико (в том числе и нынешней Аризоны) и Верхней Калифорнии; он, однако, не был принят мексиканским правительством.
С 1853 по 1861 год он был членом Сената США от штата Луизиана и участвовал в работе ряда важных комитетов, хотя и не принимал активного участия в дебатах. Во время работы в Сенате он был тесно связан с Джеймсом Бьюкененом и, как считается, сыграл важную роль в выдвижении Бьюкенена кандидатом в президенты в 1856 году. Когда в 1861 году Луизиана, как и ряд других южных штатов, объявила о выходе из США, Слайделл покинул Сенат, поддержав Конфедерацию, а в сентябре 1861 года был послан правительством КША с дипломатической миссией во Францию. Вместе с Джеймсом Мэйсоном, дипломатом КША, отправленным в Великобританию, он был арестован на борту британского парохода «Трент» капитаном ВМС США Чарльзом Уилксом и был заключён в тюрьму форта Уоррен в Бостонской гавани. 1 января 1862 года после протестов со стороны Великобритании послы Конфедерации были освобождены, и Слайделл смог продолжить свой путь во Францию. Его миссия там состояла в попытке добиться со стороны Франции признания Юга; хотя в этом он потерпел неудачу (хотя предлагал Франции контроль над хлопковыми плантациями Юга), но смог обеспечить со стороны Франции «сочувствующее» отношение и организовать поставки из этой страны ресурсов для армии и флота КША, а также получил от французского правительства ссуду в 15 миллионов фунтов и корабль Stonewall. После окончания Гражданской войны остался за границей, поселившись в Великобритании, а его дочь вышла замуж за французского дворянина.

## Память
В начале 1890-х его именем был назван город в штате Луизиана.